# 多米尼昂山
77°32′S 163°9′E / 77.533°S 163.150°E
多米尼昂山（英語：Dominion Hill）是南極洲的山峰，位於維多利亞地的斯科特海岸，海拔高度約900米，在1998年由新西蘭地理委員會命名，現時由南極條約體系管理。